# 云南陆军速成学堂
云南陆军速成学堂是清末为编练新军，云贵总督丁振铎在云南昆明设立的一所军事学校。

## 历史
1906年云贵总督丁振铎上奏清政府陆军部，提出将云南武备学堂变通改建为云南陆军速成学堂。理由是：云南地处边疆，境外环境复杂，急需组建新军，云南武备学堂停办后，其中武备学堂学员年纪符合陆军小学堂招生标准的已经转入刚刚创办的云南陆军小学堂。陆军部在保定设立的陸軍速成學堂，“招生各省未毕业武备学堂生及按选验格式考取文理精通良家子弟”，云南仅有40个名额。而停办的云南武备学堂不符合陆军小学堂招生年龄标准的“在堂者尚近二百名， 虽年齿不甚合格，而程度均尚可观，教育数年，糜款巨万，不特弃之可惜，使多士抱向隅之感，抑人材难得，即新军有缺员之虞”。并建议云南陆军速成学堂“即附设于陆军小学堂内，总办及各委员概不别支薪水，以节糜费。”
陆军部批复后，创办的云南陆军速成学堂设于云南陆军小学堂之内，共用一套行政和教学人员，不额外补助薪水。速成学堂“选武备学生之年不及而技术较优及武员之曾经战阵而精力尚强者，不拘本籍、客籍，以百名为额，两年毕业。”
光绪三十四年（1908年）十月十四日第一期“规定学术科”毕业。